# Kastration

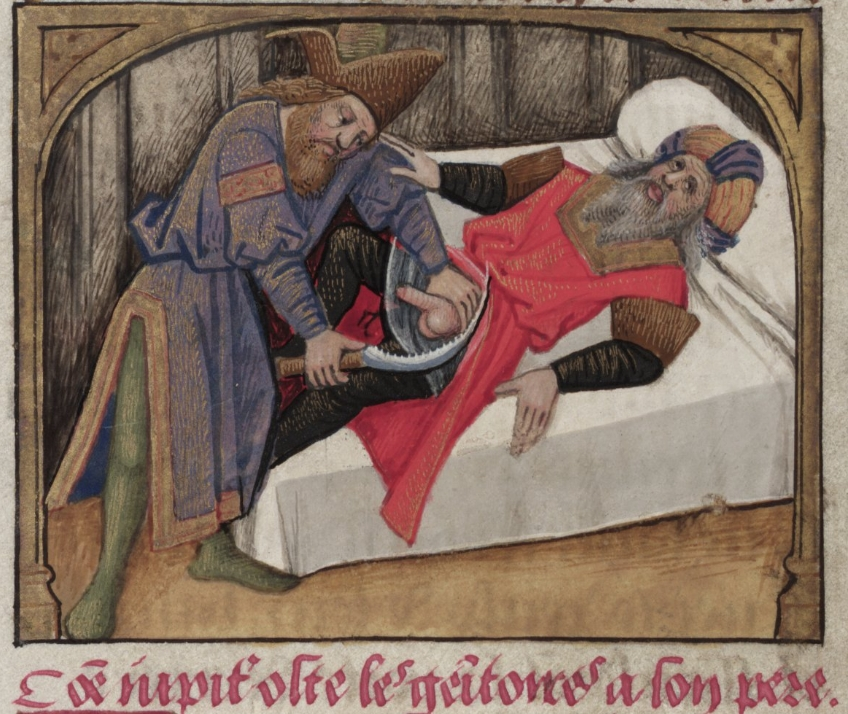
Kastration des Saturn aus dem Rosenroman von Guillaume de Lorris und Jean de Meung. Frankreich, 15. Jahrhundert

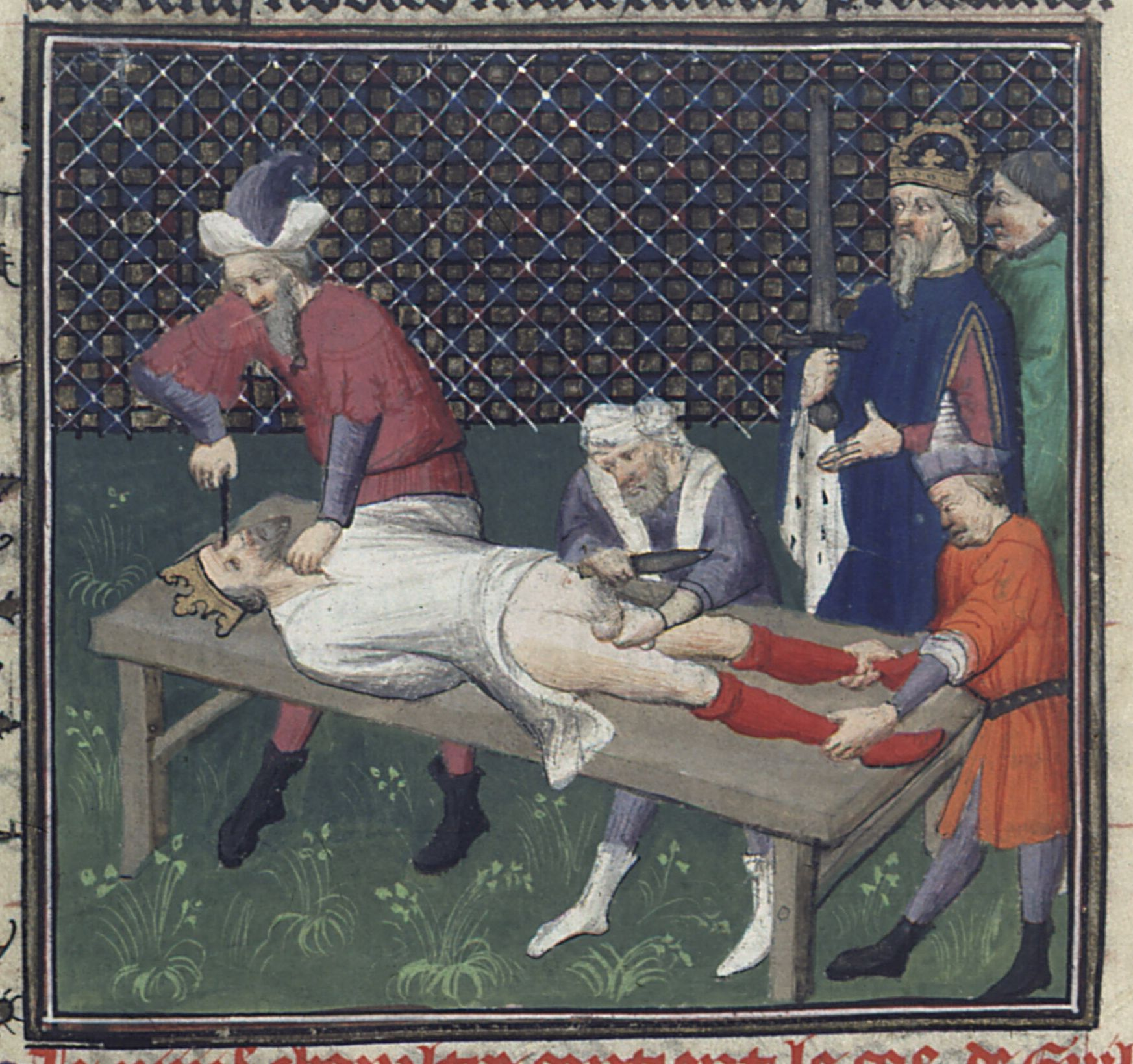
Kaiser Heinrich VI. lässt König Wilhelm III. von Sizilien blenden und kastrieren. Illumination aus einer Ausgabe des De casibus virorum illustrium des Giovanni Boccaccio, 15. Jahrhundert.

Unter einer Kastration (von lateinisch castrare ‚verschneiden‘, „entmannen“, „kastrieren“, auch „schwächen, berauben“) versteht man die Entfernung oder Außerfunktionssetzung der Keimdrüsen (Gonaden) und damit die Ausschaltung der Fertilität von Lebewesen, was eine Form des Hypogonadismus zur Folge hat. Chirurgisch durchgeführt wird sie in der medizinischen Fachsprache als Gonadektomie bezeichnet; die Entfernung der Hoden beim Mann als Orchiektomie; die Entfernung der Eierstöcke bei der Frau als Ovarektomie. Wird nur eine der beiden Keimdrüsen entfernt, z. B. wegen eines Tumors, spricht man von einer Teilkastration (Semikastration).
Die Zerstörung der Keimdrüsenfunktion durch ionisierende Strahlung (Röntgenkastration, Menolyse) und die umkehrbare Unterdrückung der Hormonproduktion durch Arzneistoffe („chemische Kastration“, beispielsweise durch das antiandrogen wirksame Cyproteronacetat, sowie die Immunokastration) sind keine Kastration im engeren oder im volkssprachlichen Sinne.
Eine unblutige Kastration liegt vor, wenn die Keimdrüsen (insbesondere die Hoden) durch Abklemmen der sie versorgenden Blutgefäße ausgeschaltet werden (siehe unten).

## Mensch

### Freiwillige Kastration von Männern

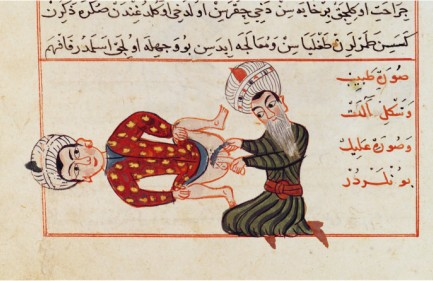
Medizinische Illustration von Sharaf ad-Din, die eine Kastrationsoperation darstellt, um 1466

Von Lukian stammt die klassisch gewordene Überlieferung über Kombabus, der sich als Reisebegleiter der syrischen Königsgemahlin zuvor aus eigenem Entschluss kastriert hatte.
Kastrationen aus medizinischen Gründen waren bereits in der Antike bekannt. So beruhte eine bis ins 17. Jahrhundert durchgeführte Behandlung der Gicht durch Kastration auf einem Hippokratischen Aphorismus („Die Eunuchen bekommen weder Podagra, noch werden sie kahlköpfig“). Auch bei Lepra, Epilepsie und anderen Erkrankungen wurde ein solches Verfahren angewandt.
Die Kastration kann in der Behandlung des Prostatakarzinoms angewendet werden. Da Prostatakarzinome in vielen Fällen Testosteron-abhängig sind, kommt es nach der Entfernung der Hoden (Orchiektomie) meist zu einem deutlichen Rückgang oder Stillstand der Krankheit, sodass der Patient meist über Jahre symptomfrei leben kann.

### Zwangskastration an Männern

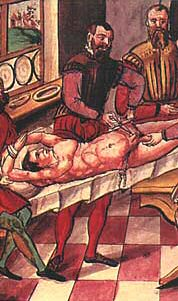
Das Verfahren der Kastration als Strafe im 16. Jahrhundert

Die Kastration als Genitalverstümmelung an Männern wurde in der gesamten Geschichte der Menschheit in vielen Völkern und Kulturen durchgeführt. An besiegten Feinden zur Demütigung und Machtdemonstration, um ihnen daraufhin leichter ihre Frauen nehmen zu können, und an Sklaven, besonders solchen, die einen Harem bewachen sollten (siehe Eunuch).
Erwachsene Kriegsgefangene oder Sklaven wurden überdies kastriert, um sie nicht nur zu erniedrigen, sondern auch fügsamer zu machen, da durch den Verlust der Hoden aufgrund starker Reduzierung des Testosterons die Aggressionsbereitschaft nachlässt. Laut verschiedenen Quellen soll die mythische assyrische Königin Semiramis eine der ersten Herrscherinnen gewesen sein, die die Kastration gefangener Feinde befahl.
Während der Zeit des arabischen Sklavenhandels war die Kastration die übliche Praxis der Sklavenhändler, um den afrikanischen Männern die Fortpflanzungsfähigkeit zu nehmen. Nach Angaben des senegalesischen Anthropologen Tidiane N’Diaye wurden bis zu 17 Millionen Frauen und Männer aus Subsahara-Afrika als Arbeitskräfte in arabische Länder verbracht und der männliche Teil dort kastriert.
In den Jugoslawienkriegen ab 1991 kam es zu Kastrationen an bosnischen Kriegsgefangenen. Den Männern wurden in den Lagern von serbischen Frauen die Hoden abgetrennt.

### Religiöse Gründe
Die Priester der antiken Göttin Kybele (Galli, auch Galloi) waren Eunuchen. Der Kult hatte sich aus Kleinasien über das gesamte Römische Reich verbreitet. Jedes Jahr zur Zeit des Frühlingsfestes fanden rauschhafte Feste statt, bei denen sich Anhänger des Kultes selbstverstümmelten. Sie schnitten sich mit einem Zeremonienschwert oder auch einem scharfkantigen Gegenstand die Genitalien ab und warfen diese in die Menge der Zuschauer. Der Betreffende musste den Eunuchen-Neuling mit Frauenkleidern versorgen. Viele Eunuchen-Priester litten infolge der stümperhaft durchgeführten Kastration unter Infektionen der Harnröhre und unter dauerhafter Blasenschwäche.
Im ephesischen Artemiskult finden sich ebenfalls Beispiele kultischer „Selbstentmannung“. Der Ursprung solcher aus religiösen Vorstellungen heraus vorgenommenen Kastrationen, wie sie auch für Babylonien, Phönizien, Zypern und Syrien belegt sind, wurde bei den Hethitern vermutet.
Die Bibel erwähnt Verschnittene, beispielsweise im Buch Jesaja, Kapitel 56 (siehe auch: Eunuchen für das Himmelreich).
Der frühchristliche Theologe Origenes soll sich selbst entmannt haben, um seiner Interpretation der Bibel (Mt 19,12 ) zu folgen.
Laut Kanon 1 des Ersten Konzils von Nicäa (20. Mai – 25. Juli 325) konnten Eunuchen nur dann Priester der römisch-katholischen Kirche werden, wenn sie sich nicht selbst kastriert hatten. Papst Sixtus V. verfügte am 7. Juni 1587 mit dem Impotenzdekret, dass ein Mann über wirklichen, das heißt aus den Hoden stammenden Samen verfügen müsse, andernfalls er nicht heiraten dürfe; damit wurde die Zeugungsfähigkeit (potentia generandi) zur Eheschließung verlangt.
Trotzdem lebte die Kastration als religiöse Praxis immer wieder auf, so beispielsweise im dritten Jahrhundert bei den Valesianern.
Von der römisch-katholischen Kirche wurden per Dekret von Papst Sixtus V. vom 7. Juni 1587 folgende Gruppen unter dem Oberbegriff „Verschnittene“ zusammengefasst:
- Beim Spadonen wurden lediglich die Samenleiter durchtrennt (Vasektomie). Es handelte sich also um eine Sterilisation. Die Vasektomie ist heutzutage ein gängiger und in der Regel unproblematischer Eingriff und wird bei Männern durchgeführt, die keine Kinder mehr zeugen, aber keines der üblichen Verhütungsmittel benutzen möchten. Libido und auch Ejakulation werden davon nicht beeinflusst, aber es sind keine Spermien mehr im Ejakulat.
- Beim Kastraten wurden die Hoden entfernt, mit den oben beschriebenen Folgen.
- Der Eunuch ist vollständig „verschnitten“, ihm wurde zusammen mit den Hoden auch der Penis entfernt (Penektomie).

Im üblichen Wortgebrauch wird „Eunuch“ häufig mit „Kastrat“ gleichgesetzt.
In Russland und Rumänien erlebte die Kastration im 19. Jahrhundert durch die Skopzen-Sekte sogar eine regelrechte Blüte, während der sich tausende Männer und Frauen die Geschlechtsteile entfernen ließen.

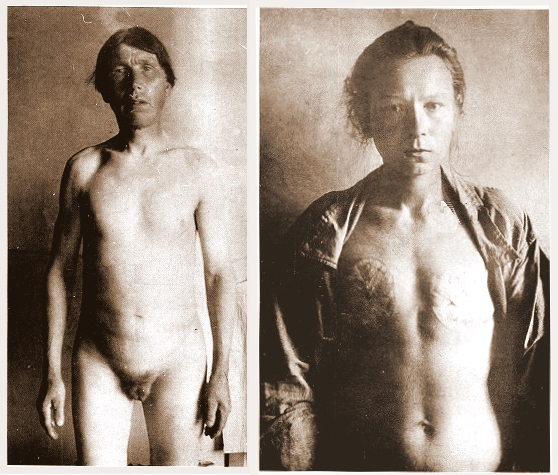
Mitglieder der Skopzen-Sekte: Dem Mann wurden die Hoden und Penis entfernt, der Frau der Busen und die Vulva

Jedoch gibt es von jeher auch Kulturen, welche die Kastration strikt ablehnen, als Beispiel sei das Judentum genannt; orthodoxe Juden kastrieren auch keine Tiere.

### Kastration von Kindern
Im Kaiserreich China wurden noch bis zur Gründung der Republik 1912 Knaben von ihren Eltern als Palasteunuchen an den Kaiserhof verkauft.
Im Mittelalter und in der frühen Neuzeit wurden auch Knaben zur Erhaltung ihrer hohen Stimme kastriert, diese Praxis wurde noch bis Mitte des 19. Jahrhunderts regelmäßig in Italien angewendet. Sie sangen unter anderem als päpstliche Sänger im Sixtinischen Chor. Ausgehend von Konservatorien in Neapel (Conservatorio dei Poveri di Gesù Cristo, Conservatorio della Pietà dei Turchini, Conservatorio Sant’Onofrio und andere), einst Verwahranstalten für verwaiste oder verstoßene Kinder, wurden für derartige Einrichtungen später in ganz Italien Jahr für Jahr tausende vorpubertäre Jungen rekrutiert, indem man sie für ein Trinkgeld von Eunuchenhändlern, den sogenannten Mangones, ihren zumeist bitterarmen Eltern abkaufte, um sie anschließend illegal im Verborgenen zu kastrieren und hiernach stimmlich und liturgisch auszubilden. Allerdings überlebten viele Jungen den chirurgischen Eingriff auf Grund von postoperativen Komplikationen nicht, da damals diese Eingriffe nicht unter sterilen Bedingungen ausgeführt wurden und Antibiotika zur Verhinderung oder Behandlung einer Infektion noch nicht bekannt waren. Ein berühmtes Beispiel für eine überstandene Kastration und nach jahrelanger Gesangsausbildung erfolgreiche Karriere ist der italienische Kastratensänger Carlo Broschi, genannt Farinelli. Erst Papst Pius X. schrieb am 22. November 1903 in seinem Motu proprio Tra le sollecitudini („Über die Kirchenmusik“) vor, zur Besetzung von Sopran- und Altstimmen allein unkastrierte Knaben einzusetzen, und verbot damit praktisch die Beschäftigung von Kastraten in Kirchenchören.
In den 1950er Jahren soll es in den Niederlanden zur Zwangskastration von jungen Männern gekommen sein, die Bewohner von katholischen Kinderheimen und Missbrauchsopfer waren.

### Chemische und chirurgische Kastration von Straftätern
Der irreversible Eingriff der chirurgischen Kastration wurde oft bei wiederholt rückfälligen und anders nicht beeinflussbaren Sexualstraftätern vorgenommen. In Polen können verurteilte Triebtäter seit einer Verschärfung des Strafrechts 2009 chemisch zwangskastriert werden, um eine weiterhin von den Tätern ausgehende Gefahr zu verringern. In Tschechien ist die chirurgische Kastration verurteilter Sexualstraftäter nach Kritik des Europarates und einer Gesetzesverschärfung nur noch mit deren Einwilligung möglich. In den vergangenen zehn Jahren wurden hier 94 Sexualstraftäter operativ kastriert und mehr als 300 einer chemischen Kastration unterzogen. In Nordmazedonien werden Pädophile, die wiederholt Kinder missbrauchen, seit 2014 zusätzlich zur Haftstrafe chemisch kastriert. Bei Ersttätern ermöglicht die freiwillige Kastration eine Haftverkürzung.
Die (reversible) hormonelle Kastration durch Antiandrogene wird in einzelnen Bundesstaaten der USA weiterhin bei Sexualstraftätern (mit deren Einwilligung) vorgenommen.
In Nigeria ist sexualisierte Gewalt weit verbreitet; während der ersten Welle der COVID-19-Pandemie in Nigeria nahm sie weiter zu. Im Bundesstaat Kaduna wurde daraufhin 2020 ein Gesetz eingeführt, das die Kastration von Vergewaltigern ermöglicht, die unter vierzehnjährige Mädchen vergewaltigt haben.
Die Vorsitzende der Frauenorganisation der tansanischen Regierungspartei Chama Cha Mapinduzi, Mary Chatanda, forderte 2023 die Kastration homosexueller Menschen. Homosexuelle Handlungen sind im ostafrikanischen Land Tansania schon verboten und werden mit Haft bestraft.
In Deutschland konnten von 1934 bis 1945 gemäß § 42k StGB a. F. Sexualstraftäter unter bestimmten Voraussetzungen zwangsweise kastriert werden. Homosexuelle Handlungen (§ 175) reichten, außer wenn sie öffentlich begangen worden waren, für eine Zwangskastration nach § 42k StGB a. F. nicht aus. Allerdings wurde am 26. Juni 1935 durch Einfügung des § 14 Absatz 2 in das Gesetz zur Verhütung erbkranken Nachwuchses die „kriminalpolitisch indizierte Kastration“ homosexueller Männer mit deren Einwilligung ermöglicht; ebenso die Kastration anderer Sexualstraftäter mit deren Einwilligung, wenn keine Zwangskastration angeordnet worden war. Angesichts der Inhaftierung von Homosexuellen in Konzentrationslagern kann man auch deren Kastrationen trotz der im Gesetz verlangten Einwilligung als Zwangskastrationen bezeichnen. Der § 14 Absatz 2 des Gesetzes zur Verhütung erbkranken Nachwuchses wurde 1969 durch das Gesetz über die freiwillige Kastration und andere Behandlungsmethoden abgelöst. Durch die Reform/Aufhebung des § 175 fand die Kastration Homosexueller ihr Ende.
Das Bundesverfassungsgericht hat 2017 in seinem Urteil zum zweiten NPD-Verbotsverfahren die politische Forderung nach einer (zwangsweisen) Kastration von Pädophilen als verfassungsfeindlich eingestuft.

### Kastration von Frauen
Im Gegensatz zur Kastration von Männern hat die Kastration von Frauen keine große Tradition in den Völkern und Kulturen. Das liegt daran, dass der erforderliche Eingriff (Öffnen der Bauchdecke) wesentlich schwerwiegender ist als bei Männern, ja früher nahezu unmöglich war.
Maßnahmen sexueller Disziplinierung bei Frauen zielen daher auf andere Praktiken, wie Beschneidung, Infibulation oder Entfernung der Brüste. Diese Praktiken sind auch bei weiblichen Skopzen belegt.

### Medizinische Folgen
Eine Kastration ist ein schwerwiegender Eingriff mit weitreichenden Folgen für den Menschen, sowohl männlichen als auch weiblichen Geschlechtes. In allen Fällen führt die Kastration bei beiden Geschlechtern zu Unfruchtbarkeit.
Am schwerwiegendsten ist der Eingriff beim Menschen, wenn er noch vor der Pubertät vorgenommen wird. Die Folgen bei einem Jungen sind beispielsweise:
- geringes Wachstum des Kehlkopfs und daher das Ausbleiben des Stimmbruchs. Eine hohe Singstimme bleibt dadurch meist erhalten, die Sprechstimme gleicht etwa der eines hohen Tenors (Kastratenstimme)
- ausbleibende Entwicklung der männlichen Geschlechtsmerkmale und fehlender Gestaltwechsel vom Jüngling zum Mann
- Hochwuchs und Störungen der Verknöcherung, daher längere Extremitäten und „eunuchoider“ Körperbau
- Ausbleiben der männlichen Körperbehaarung, sowie zarte, blasse Haut (wie die eines Kindes)
- Antriebsarmut, Muskelschwäche und rasche Ermüdbarkeit
- Mindestens im späteren Alter gegenüber einem Nichtkastrierten eine deutlich verringerte Ausprägung des Sexualverlangens (Geschlechtstriebes) und der Erektionsfähigkeit
- starke Neigung zu Adipositas, insbesondere mit Fettansatz an den Hüften, Oberschenkeln und Gesäß, dadurch ein „verweiblichtes“ Aussehen
- Verzögerungen der psycho-sexuellen Entwicklung, psychische Auffälligkeiten und Depressionen, teilweise auch psycho-soziale Schwierigkeiten, Diskriminierung und Entwurzelung

Bei Kastration im Erwachsenenalter bleiben diese Wirkungen aus, da die Pubertät vor dem Eingriff schon abgeschlossen ist. Zu den möglichen Effekten zählen aber
- Antriebsarmut
- Veränderung der Behaarung
- Abnahme der Libido (Geschlechtstrieb) oder sogar Erektile Dysfunktion
- tiefgreifende Persönlichkeitsveränderungen, gesteigerte vegetative Labilität und Depression
- Osteoporose
- Adipositas mit Stoffwechselstörungen, Entgleisungen des Fettstoffwechsels, des Zuckerstoffwechsels und folgender Zuckerkrankheit sowie arterielle Hypertonie (Bluthochdruck)

Die Kastration von Frauen (Ovariektomie) führt zum Eintritt der Menopause.
Möglicherweise erwünschte Folgen einer Kastration sind:
- schwächere Libido
- verringerte Aggressionsbereitschaft
- geringere Gefahr, an Prostatakarzinomen (Prostatakrebs) zu erkranken (durch die Reduzierung der männlichen Sexualhormone)

### Rechtliche Rahmenbedingungen

#### Deutschland
Eine ohne Einwilligung am Menschen vorgenommene Kastration ist in Deutschland strafbar als schwere Körperverletzung (§ 226 StGB). Die Einwilligung kann bei Körperverletzung jedoch gegen die guten Sitten verstoßen und daher für die Rechtswidrigkeit der Tat bedeutungslos sein.
Eine freiwillige Kastration eines Mannes über 25 Jahre, der unter einem abnormen Geschlechtstrieb leidet oder aufgrund seiner Geschlechtstriebs straffällig war, ist in Deutschland bei Vorliegen der im Gesetz über die freiwillige Kastration und andere Behandlungsmethoden (KastrG) vom 15. August 1969 genannten Vorgaben möglich. Der Betroffene muss in die Kastration wirksam einwilligen. Bei Einwilligungsunfähigen ist jedoch die Kastration mit Einverständnis des Betroffenen und Einwilligung des rechtlichen Betreuers sowie Genehmigung des Betreuungsgerichtes im Rahmen dieses Gesetzes möglich (§ 3, § 4 Abs. 3, § 6 KastrG). Außerdem ist die Zustimmung einer Gutachterstelle nötig. Eine Änderung an der „sexuellen Orientierung“ wird nicht erwartet, sondern der verminderte Drang oder Leidensdruck, diese „sexuelle Orientierung“ in die Tat umzusetzen. Eine Alternative ist eine medikamentöse Hemmung der Testosteronproduktion mit Antiandrogenen. Die Kastration kann dazu führen, dass ein Sexualstraftäter, gegen den Unterbringung in Sicherungsverwahrung angeordnet ist, nicht mehr als gefährlich anzusehen ist und gemäß § 67d Abs. 2 StGB auf Bewährung entlassen wird.
Nicht unter das KastrG fällt eine Kastration, die bei einer geschlechtsangleichenden Operation eines trans- oder intergeschlechtlichen Menschen mit Einwilligung des Patienten bzw. seiner Eltern vorgenommen wird. Die Bundesregierung hat 2020 vorgeschlagen, solche Operationen bei nicht einwilligungsfähigen minderjährigen Intersexuellen weitgehend zu verbieten, beziehungsweise aufzuschieben, bis das Kind selbst eine Entscheidung treffen kann. Das Gesetz trat am 22. Mai 2021 in Kraft.

#### Österreich
In Österreich ist die Kastration – außer bei medizinischer Indikation – verboten. In sie kann auch nicht eingewilligt werden (§ 90 Abs. 3 StGB).

#### Schweiz
Nach Art. 122 des Schweizer Strafgesetzbuchs gilt die Kastration als Schwere Körperverletzung. Straffrei kann eine Kastration mit Einwilligung des Betroffenen sein.

## Kastration in der Tierhaltung
Als dauerhafte Form der Empfängnisverhütung bei Haustieren besteht die Möglichkeit, ein Tier vom Tierarzt unter Vollnarkose entweder kastrieren oder sterilisieren zu lassen. Die Kastration bewirkt Veränderungen im Hormonhaushalt des Tieres, während durch eine Sterilisation keine hormonellen Veränderungen eintreten.
Die seit der Bandkeramik belegte Kastration von Stieren beseitigt ihre Aggressivität und macht die enorme Körperkraft lenkbar. Im Bereich der Veterinärmedizin ist die Kastration verbreitet. Die Kastration wurde früher von den sogenannten reisenden Sauschneidern ausgeführt. Dabei wurden Praktiken angewandt, die heute einen Verstoß gegen das Tierschutzgesetz darstellen.

### Verfahren
Neben der chirurgischen Entfernung der Gonaden wird im klinischen Sprachgebrauch auch das funktionelle Ausschalten der Hodenfunktion bei männlichen Tieren als Kastration bezeichnet. Dies kann bei Wiederkäuern durch Quetschen des Samenstrangs und damit der Blutgefäße des Hodens durch den intakten Hodensack mittels Elastrator oder Burdizzo-Zange („unblutige Kastration“) erfolgen. Diese Methode ist für das Tier extrem schmerzhaft, wenn sie ohne Betäubung durchgeführt wird.
Auch eine „hormonelle Kastration“ durch die Gabe von Gestagenen ist möglich. Zur Immunokastration werden Eber gegen Gonadoliberin „geimpft“, was vorübergehend zur Reduktion der Testosteronproduktion der Hoden führt. Bei Hunde- und Frettchenrüden ist seit 2007 in der EU die Behandlung mit Deslorelin (Handelsname Suprelorin), einem Gonadoliberin-Agonisten (Gonadotropin-Releasing-Hormon-Agonist, GnRH1-Agonist) zugelassen. Das Implantat mit 9,4 mg Deslorelin entfaltet nach 5 bis 14 Wochen seine Wirkung, die bei Hunden 12, beziehungsweise bei Frettchen 16 Monate anhält.
Zur Kastration weiblicher Tiere wird häufig eine Ovariohysterektomie durchgeführt.

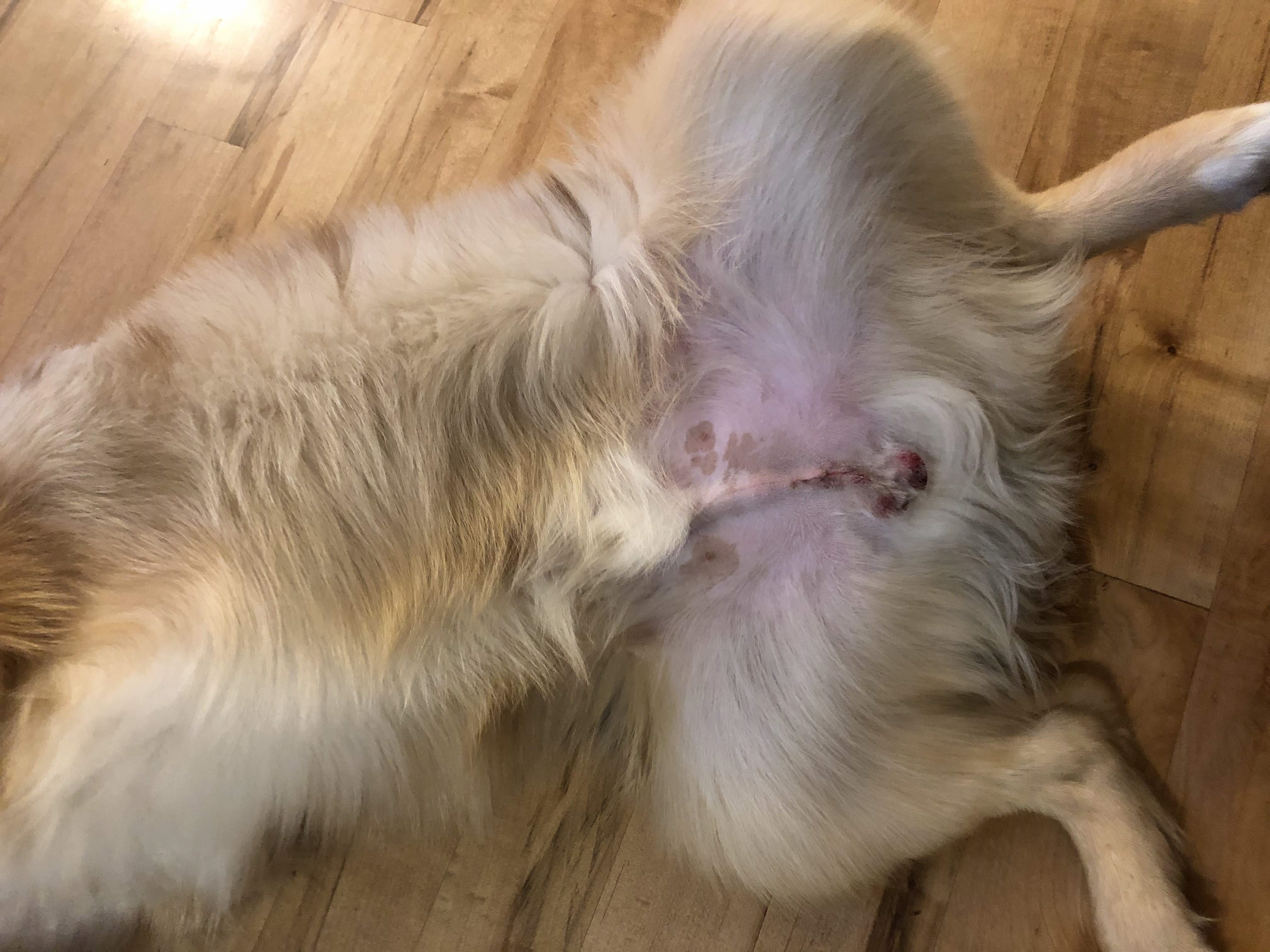
OP-Naht bei einem vor wenigen Stunden kastrierten Rüden
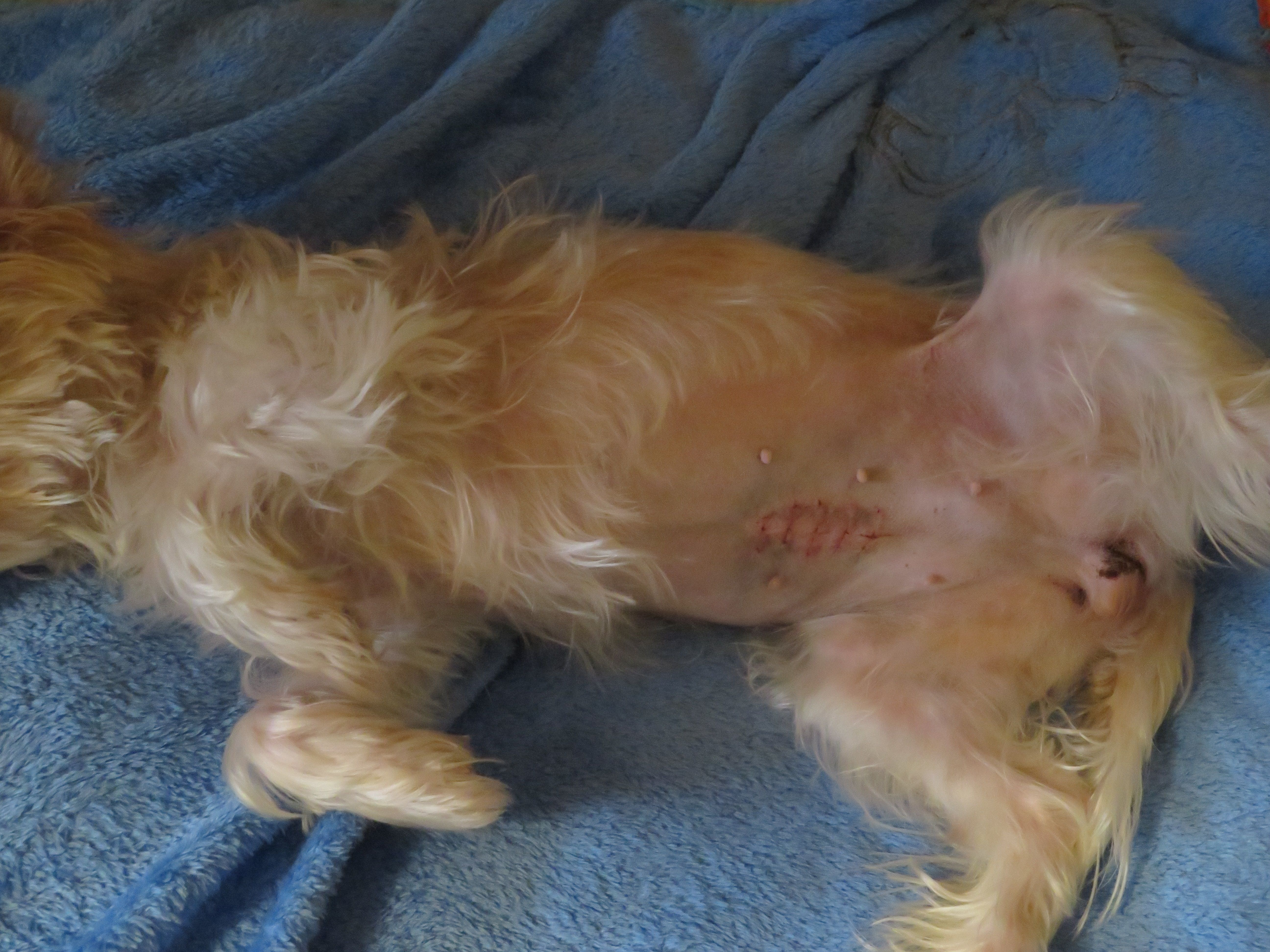
Hündin elf Tage nach der Ovariohysterektomie nach dem Ziehen der Fäden
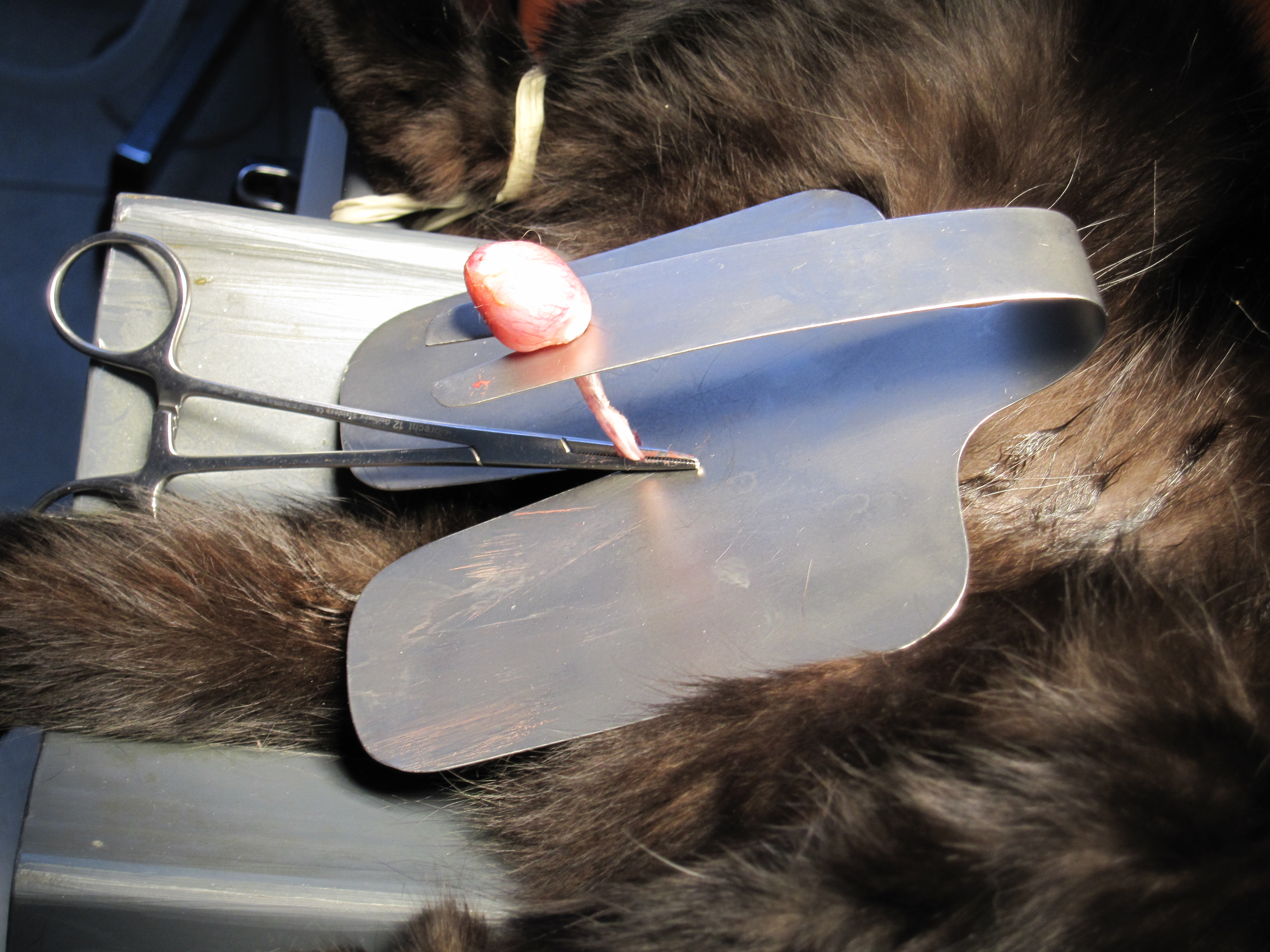
Operative Entfernung der Hoden eines Katers unter Narkose
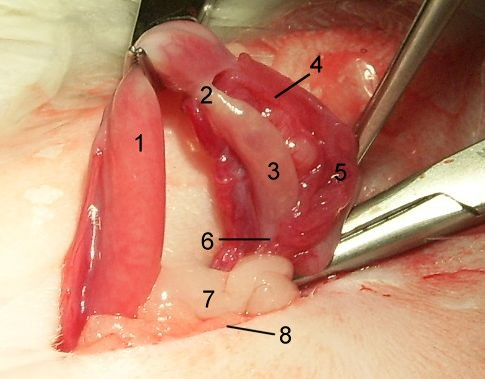
Kastration einer weiblichen Katze unter Vollnarkose. 1 Gebärmutterhorn 2 Ligamentum ovarii proprium 3 Eierstock 4 Eileiter 5 Mesosalpinx 6 Ligamentum suspensorium ovarii 7 Bauchfett 8 Operationswunde.
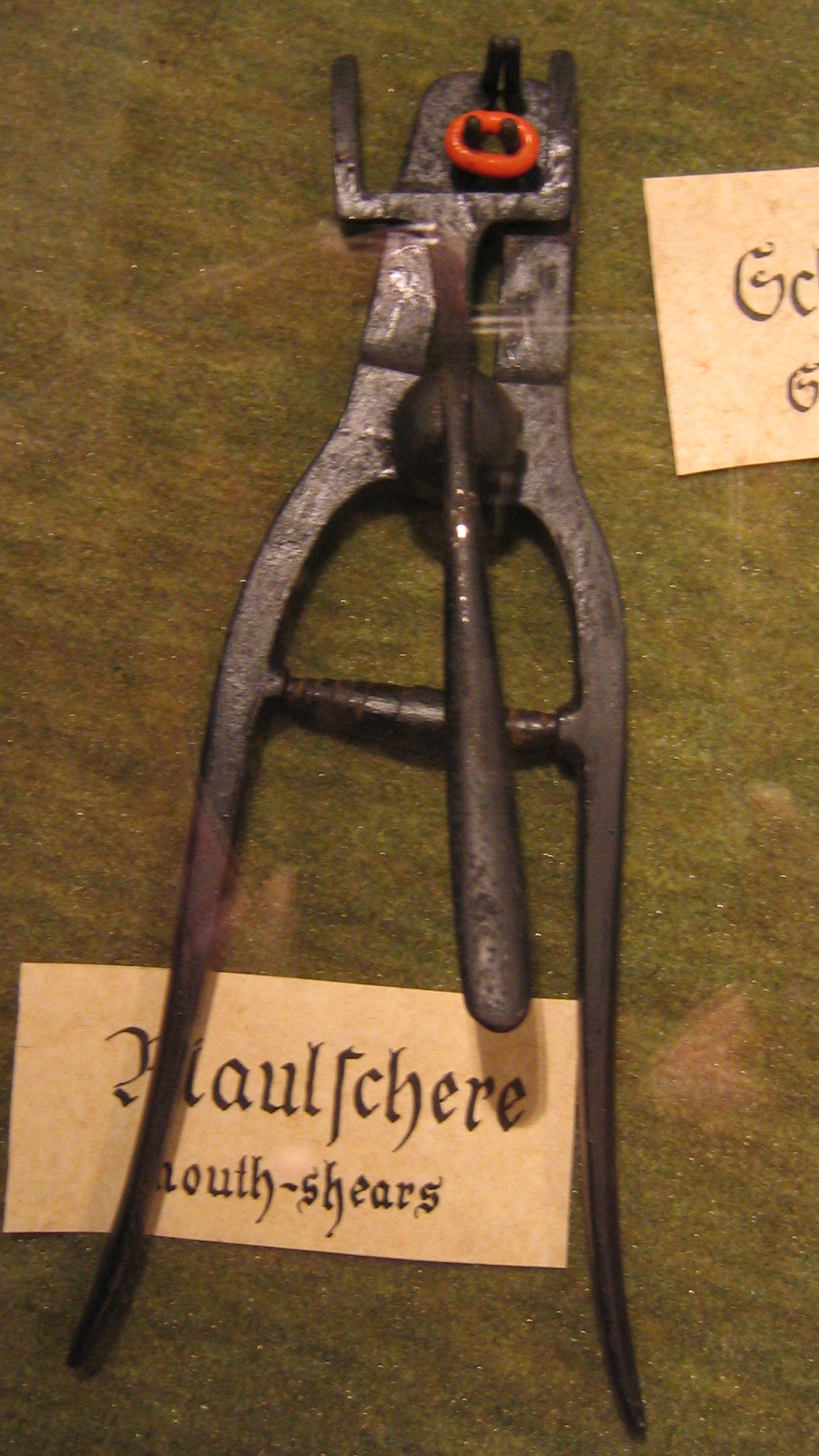
Zange zum Kastrieren männlicher Lämmer mittels Gummiring

### Zwecke
Im Bereich landwirtschaftlicher Nutztiere kommt diese Methode zum Einsatz, um von Sexualhormonen bewirkte geschmackliche und geruchliche Veränderungen des Fleisches zu verhindern oder um die Schlachtleistung zu verbessern (Eber, Rind). Um Geruchs- und Geschmacksveränderungen bei erwachsenen Ebern (im Rahmen der Ebermast) zu verhindern, werden sie in Deutschland kastriert, während sie in einigen skandinavischen Ländern vor Beginn der Pubertät geschlachtet werden.
Hengste werden kastriert, um sexuelle Merkmale ihres Territorialverhaltens zu entfernen und damit ihr biologisches Sozialverhalten im Herdenverband zu verändern. Bei ihnen wird die Kastration auch als Legen bezeichnet. Vielfach tragen kastrierte Tiere eigene Bezeichnung wie Kapaun (Hahn), Wallach (Hengst, Esel), Ochse (Stier), Hammel (Schafbock), Borg (Eber), Gelze (Sau), Schnitzkalbin (Kuh) usw. Ein weibliches kastriertes Nutztier wird auch als Nonne bezeichnet.
Das Ziel der Kastration von im Haushalt gehaltenen Heimtieren wie beispielsweise Katze, Hund, Frettchen, Kaninchen, Meerschweinchen, Ratten und andere ist in erster Linie das Verhindern von unerwünschtem Nachwuchs und um mit verändertem Sozialverhalten die Haltung zu erleichtern.
Nachteile von Kastrationen sind eine Neigung zur Harninkontinenz, Adipositas (Verfettung), Wesensveränderungen sowie Fellveränderungen. Bei Frettchen kann eine Nebennierenerkrankung auftreten.
Nicht-kurative, elektive Kastrationen sind Eingriffe, die aus medizinisch nicht indizierten Gründen vorgenommen werden. Derartige Eingriffe sind vom Standpunkt des Tierschutzes und auch bei Tiermedizinern teilweise umstritten.

### Rechtslage in Deutschland
Eine Kastration erfolgt auf der Grundlage eines Werkvertrags entsprechend § 631 des Bürgerlichen Gesetzbuches (BGB). Das deutsche Tierschutzgesetz führt in § 6 Abs. 1 unter Bezugnahme auf § 5 Abs. 3 Nr. 1 und 1a die Kastration als Ausnahme vom grundsätzlichen Verbot der Amputation und Organentnahme oder -zerstörung an Wirbeltieren auf, soweit vom Menschen genutzte oder gehaltene Tiere betroffen sind oder eine unkontrollierte Fortpflanzung verhindert werden soll. Nicht zulässig ist eine vorbeugende Kastration zur Verhinderung eventuell später auftretender Erkrankungen, d. h. wenn keine unmittelbare medizinische Notwendigkeit besteht.

## Trivia
Der deutsche Familienname Castritius leitet sich von der Berufsbezeichnung des Viehverschneiders (=Kastrierers) ab.